# Бернар Бланкан
Берна́р Бланка́н (фр. Bernard Blancan; нар. 9 вересня 1958, Байонна, Атлантичні Піренеї, Франція) — французький актор, сценарист і режисер. Лауреат Премії Каннського кінофестивалю (2006) за найкращу чоловічу роль .

## Біографія
Бернар Бланкан народився 9 вересня 1958 року в місті Байонна, що в департаменті Атлантичні Піренеї у Франції. Після демобілізації з військової служби, яку він проходив у Джибуті, Бланкан тимчасово працював на посаді торгового службовця в Бордо, а потім, у віці 25 років, відновив навчання в Інституті наукової інформації та зв'язку Університету Бордо. Паралельно з навчанням виступав на сцені любительського театру.
Під час навчання познайомився з кінорежисером Івом Кумоном, з яким у Бланкана зав'язалася творча дружба. Він знявся як актор у кількох короткометражних стрічках Кумона, а з ролі у фільмі «Шкіра людини, серце звіра» (1999) режисерки Елен Ангель Бернар Бланкан почав кар'єру в Парижі.
Всього за час акторської кар'єри Бланкан знявся у понад 120 кіно-, телефільмах та серіалах, де грав переважно невеликі та ролі другого плану. Найуспішнішою його кінороботою стала роль сержанта Роже Мартінеса у воєнній драмі Рашида Бушареба «Патріоти». З цю роль Бланкан отримав Премію Каннського кінофестивалю за найкращу чоловічу роль (спільно з Жамелем Деббузом, Самі Насері, Рошді Земом і Самі Буажилою).
Як режисер Бернар Бланкав поставив кілька короткометражок та документальний фільм «Повернення додому» (фр. Retour aux sources) (2011).

## Фільмографія (вибіркова)
| Рік       |    | Українська назва                                      | Оригінальна назва                                            | Роль                        |
| --------- | -- | ----------------------------------------------------- | ------------------------------------------------------------ | --------------------------- |
| 1989      | с  | Повість про два міста                                 | A Tale of Two Cities                                         | патріот                     |
| 1989      | кф | Антонен                                               | Antonin                                                      | Антонен                     |
| 1992      | с  | Кордьє — варта порядку                                | Les Cordier, juge et flic                                    | мосьє Моранж                |
| 1996      | ф  | Крик Тарзана                                          | Le cri de Tarzan                                             | журналіст                   |
| 1997—2009 | с  | Кримінальна поліція                                   | P.J.                                                         | Андре Жерар                 |
| 1997      | с  | Луї Паж                                               | Louis Page                                                   | Вільям Байон                |
| 1998—2002 | с  | Лікарня                                               | H                                                            | інспектор Мішелен           |
| 1998      | с  | Крамниця Луї-антиквара                                | Louis la brocante                                            | Валії                       |
| 1998—2010 | с  | Союз адвокатів                                        | Avocats & associés                                           | Шавель                      |
| 1999      | тф | Спільники                                             | Les complices                                                | Мартіно                     |
| 1999      | ф  | Шкіра людини, серце звіра                             | Peau d'homme coeur de bête                                   | Коко                        |
| 1999      | ф  | Краса світу                                           | La beauté du monde                                           | Фернан                      |
| 1999      | ф  | Значний безлад                                        | Un dérangement considérable                                  | Фредді, футбольний тренер   |
| 2000—2009 | с  | Так чинять справжні жінки                             | Femmes de loi                                                | Машар                       |
| 2000      | с  | Блакитний велосипед                                   | La bicyclette bleue                                          | Шеф гестапо Ланжон          |
| 2001      | тф | Наноси                                                | Dérives                                                      | Жорж                        |
| 2001      | ф  | Любов дитинства                                       | Amour d'enfance                                              | Еме                         |
| 2002      | ф  | Хочу канікули!                                        | Fais-moi des vacances                                        | Батько Люсьєна і Хосе       |
| 2002      | ф  | Момент щастя                                          | Un moment de bonheur                                         | Едмон, шкіпер               |
| 2002      | тф | Просто хлопець                                        | À cause d'un garçon                                          | тренер з плавання           |
| 2002      | тф | Здача випускного                                      | Passage du bac                                               |                             |
| 2002      | ф  | Шиньйон Ольги                                         | Le chignon d'Olga                                            | Ів                          |
| 2003      | ф  | Черговий аптекар                                      | Le pharmacien de garde                                       | Матьє                       |
| 2003      | тф | Пташиний грип: Вірус в раю                            | Virus au paradis                                             | Серж, фермер                |
| 2003      | ф  | Легенда про червоного дракона                         | Rencontre avec le dragon                                     | сержант Гійом               |
| 2003      | тф | Бурштин зник                                          | Ambre a disparu                                              | Далле                       |
| 2004      | ф  | Подивися на мене                                      | Comme une image                                              | офіціант сільської кав'ярні |
| 2004      | ф  | Суддя і вбивця                                        | Je suis un assassin                                          | жандарм                     |
| 2004      | ф  | Інгелезі                                              | Inguélézi                                                    | постраждалий а аварії       |
| 2004      | тф | Ніч убивства                                          | La nuit du meurtre                                           | людина в халупі             |
| 2004      | ф  | Фабрика зірок                                         | Alive                                                        | модний бігун                |
| 2004      | кф | Шматочок чаклунства                                   | For intérieur                                                | батько                      |
| 2005      | ф  | V.I.P. — квартал                                      | Quartier V.I.P.                                              | 1-й затриманий              |
| 2005      | ф  | Викрадачка                                            | La ravisseuse                                                | Жак                         |
| 2005      | ф  | Будинок Ніни                                          | La maison de Nina                                            | Еміль                       |
| 2006      | тф | Літній день                                           | Un jour d'été                                                | заступник мера              |
| 2006      | тф | Літери Червоного моря                                 | Lettres de la mer rouge                                      |                             |
| 2006      | ф  | Рік                                                   | Un an                                                        | Кастель                     |
| 2006      | тф | Охота за людиною (Мерін)                              | La chasse à l'homme (Mesrine)                                | Абкар'ян                    |
| 2006      | ф  | Патріоти                                              | Indigènes                                                    | сержант Роже Мартінес       |
| 2007—2011 | с  | Новели Гі Де Мопассана                                | Chez Maupassant                                              | батько Валлен               |
| 2007      | кф | Яблучко від яблуні недалеко падає                     | Tel père telle fille                                         | батько                      |
| 2007      | кф | Міцність                                              | Résistance aux tremblements                                  | візитер                     |
| 2007      | с  | Таємничі знаки                                        | Mystère                                                      | Симон Кастанеда             |
| 2007      | ф  | Капітан Ахав                                          | Capitaine Achab                                              | Вілл Адамс                  |
| 2008      | с  | Вони і я                                              | Elles et moi                                                 | Рафель                      |
| 2008      | тф | Шарлотта Корде                                        | Charlotte Corday                                             | Марат                       |
| 2008      | ф  | Високі стіни                                          | Les hauts murs                                               | вітчим Іва                  |
| 2008      | ф  | Подорож в Піренеї                                     | Le voyage aux Pyrénées                                       |                             |
| 2008      | ф  | Перехресний вогонь                                    | Les insoumis                                                 | П'єр Вазем                  |
| 2008—2011 | с  | Елітний загін                                         | Flics                                                        | Бінуз                       |
| 2008      | тф | Подорож вдови                                         | Le voyage de la veuve                                        | Хабар                       |
| 2009      | ф  | Річка Лондон                                          | London River                                                 | лісник                      |
| 2009—2010 | с  | Століття Мопассана. Повести і оповідання XIX століття | Au siècle de Maupassant: Contes et nouvelles du XIXème si... | Моністроль                  |
| 2009      | ф  | Прощавай, Гарі                                        | Adieu Gary                                                   | Мішель, сусід Френсіс       |
| 2009      | с  | Французьке містечко                                   | Un village français                                          | Ансельм                     |
| 2009      | ф  | Потяг                                                 | Partir                                                       | Ремі                        |
| 2009      | ф  |                                                       | No pasaran                                                   | Бузіґ                       |
| 2009      | тф | Луїза Мішель, бунтівник                               | Louise Michel                                                | Анрі Рошфор                 |
| 2009      | ф  | Вечірня сукня                                         | La robe du soir                                              | голова коледжу              |
| 2010      | ф  | Ночі сестри Велш                                      | Les nuits de Sister Welsh                                    | Анрі                        |
| 2010      | ф  | Поза законом                                          | Hors la loi                                                  | Фавр                        |
| 2010      | тф | Кармен                                                | Carmen                                                       | Вінсент                     |
| 2011      | тф | Літо губ                                              | L'été des Lip                                                | Шарль П'яже                 |
| 2011      | ф  | Мовчання Жанни                                        | Jeanne captive                                               | столяр                      |
| 2012      | ф  |                                                       | L'enclos du temps                                            | Бернар                      |
| 2013      | ф  | 12-річний термін                                      | 12 ans d'âge                                                 | Філіп                       |
| 2013      | ф  | Ланди                                                 | Landes                                                       | Дарруй                      |
| 2013      | ф  | Вікенд                                                | Le Weekend                                                   | жандарм Шиффре              |
| 2014      | ф  | Французький транзит                                   | La French                                                    | Люсьєн Еме-Блан             |
| 2015      | ф  | Космодрама                                            | Cosmodrama                                                   | репортер                    |
| 2015      | тф | Чортів Каркассон                                      | Meurtres à Carcassonne                                       | Вільям Маллорі              |
| 2016      | ф  |                                                       | Sur le plancher des vaches                                   | брат                        |

## Визнання
| Каннський міжнародний кінофестиваль |                         |                                                                                 |           |
| 2006                                | Найкраща чоловіча роль  | Патріоти (спільно з Жамелем Деббузом, Самі Насері, Рошді Земом і Самі Буажилою) | Перемога  |
| 2007                                | Найкращий молодий актор | Патріоти                                                                        | Номінація |